# Грос-Зауберниц
Грос-Зау́берниц или Зу́борница (нем. Groß Saubernitz; в.-луж. Zubornicaо файле) — деревня в Верхней Лужице, Германия. Входит в состав коммуны Хоэндубрау района Гёрлиц в земле Саксония. Подчиняется административному округу Дрезден.

## География
Находится на границе южной части биосферного заповедника «Пустоши и озёра Верхней Лужицы» примерно в двадцати километрах северо-восточнее от Будишина и в тридцати километрах северо-западнее от Гёрлица.
Соседние населённые пункты: на северо-востоке — административный центр коммуны деревня Хоэндубрау, на востоке — деревня Борштка и на юге — деревня Гбельск.

## История
Впервые упоминается в 1400 году под наименованием Sobirnicz.
С 1995 года входит в состав современной коммуны Хоэндубрау.
В настоящее время деревня входит в состав культурно-территориальной автономии «Лужицкая поселенческая область», на территории которой действуют законодательные акты земель Саксонии и Бранденбурга, содействующие сохранению лужицких языков и культуры лужичан.
Исторические немецкие наименования
- Sobirnicz, 1499
- Sawbernicz, 1408
- Zaubernicz magn, 1419
- Sawernitz, 1572
- Groß Saubernitz, 1791

## Население
Официальным языком в населённом пункте, помимо немецкого, является также верхнелужицкий язык.
Согласно статистическому сочинению «Dodawki k statisticy a etnografiji łužickich Serbow» Арношта Муки в 1884 году в деревне проживало 181 человек (из них — 149 серболужичан (82 %)).
| 1825 | 1880 | 2011 |
| ---- | ---- | ---- |
| 149  | 181  | 87   |